# Fontaine Cuvier
La fontaine Cuvier est un monument parisien situé à l'angle de la rue Linné et du 20, rue Cuvier, face au Jardin des plantes, dans le 5e arrondissement.

## Historique et description

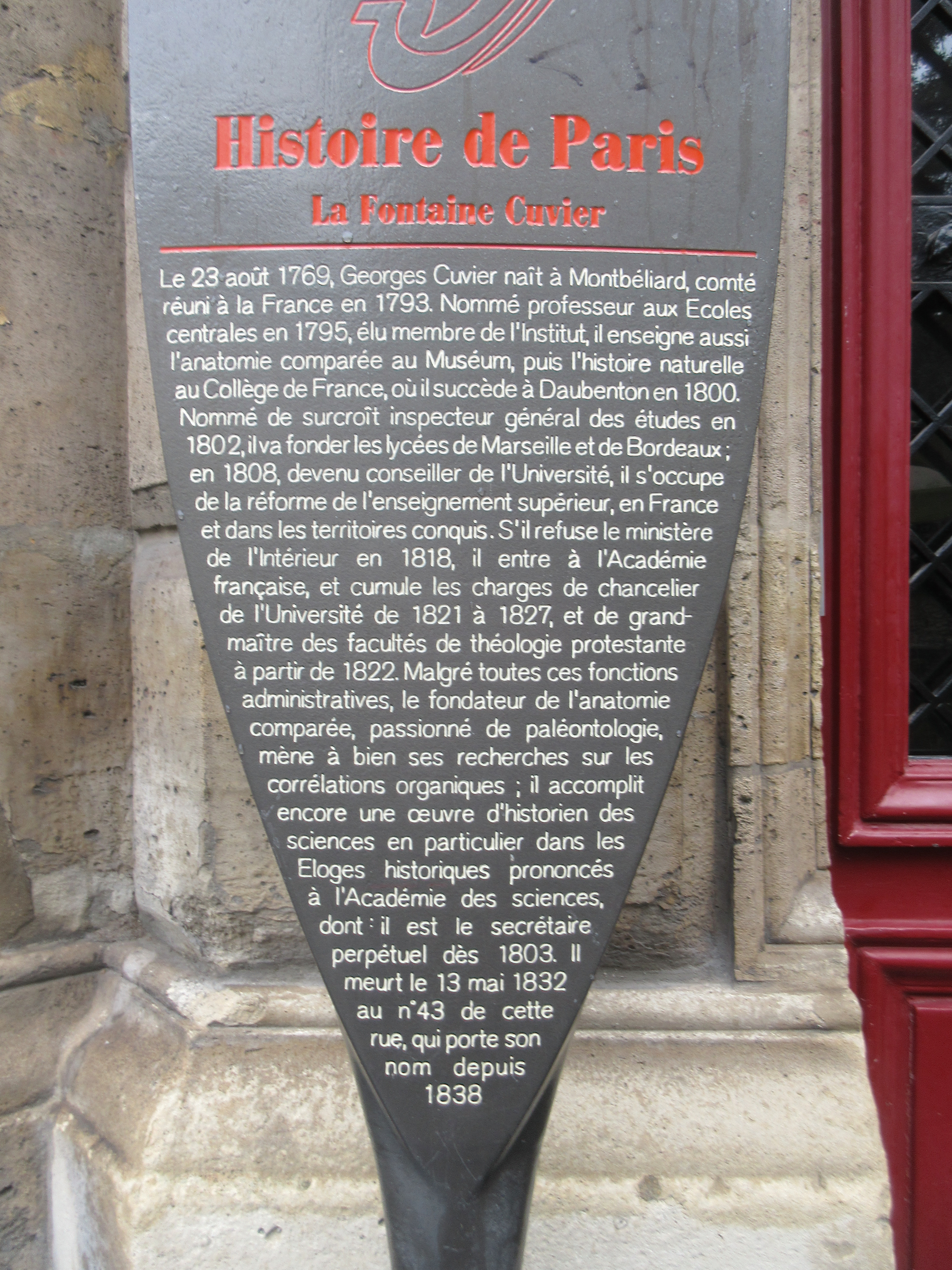
Panneau Histoire de Paris.

Réalisée en 1840 par l'architecte Alphonse Vigoureux, inspecteur des eaux de la ville de Paris, cette fontaine, qui remplace l'ancienne fontaine Saint-Victor, rend hommage à Georges Cuvier. La statue, une allégorie de l'histoire naturelle sculptée par Jean-Jacques Feuchère, représente une jeune femme portant des tablettes sur lesquelles est inscrite la devise de Cuvier : « Rerum cognoscere causas » (d'après un vers de Virgile), accompagnée d'un lion et d'animaux marins et amphibies. 
Le passant peut y admirer la statue d'un crocodile au cou tourné selon un angle droit, ce qui lui est impossible sur le plan anatomique. Il s'agit d'un effet stylistique de l'artiste car il est impossible pour cet animal d'effectuer un tel mouvement. La frise, le tympan, l'entrecolonnement sont de Pierre-Jules Pomateau, sculpteur ornementaliste.
Elle a été inscrite au titre des monuments historiques par un arrêté du 3 avril 1984.

## Galerie

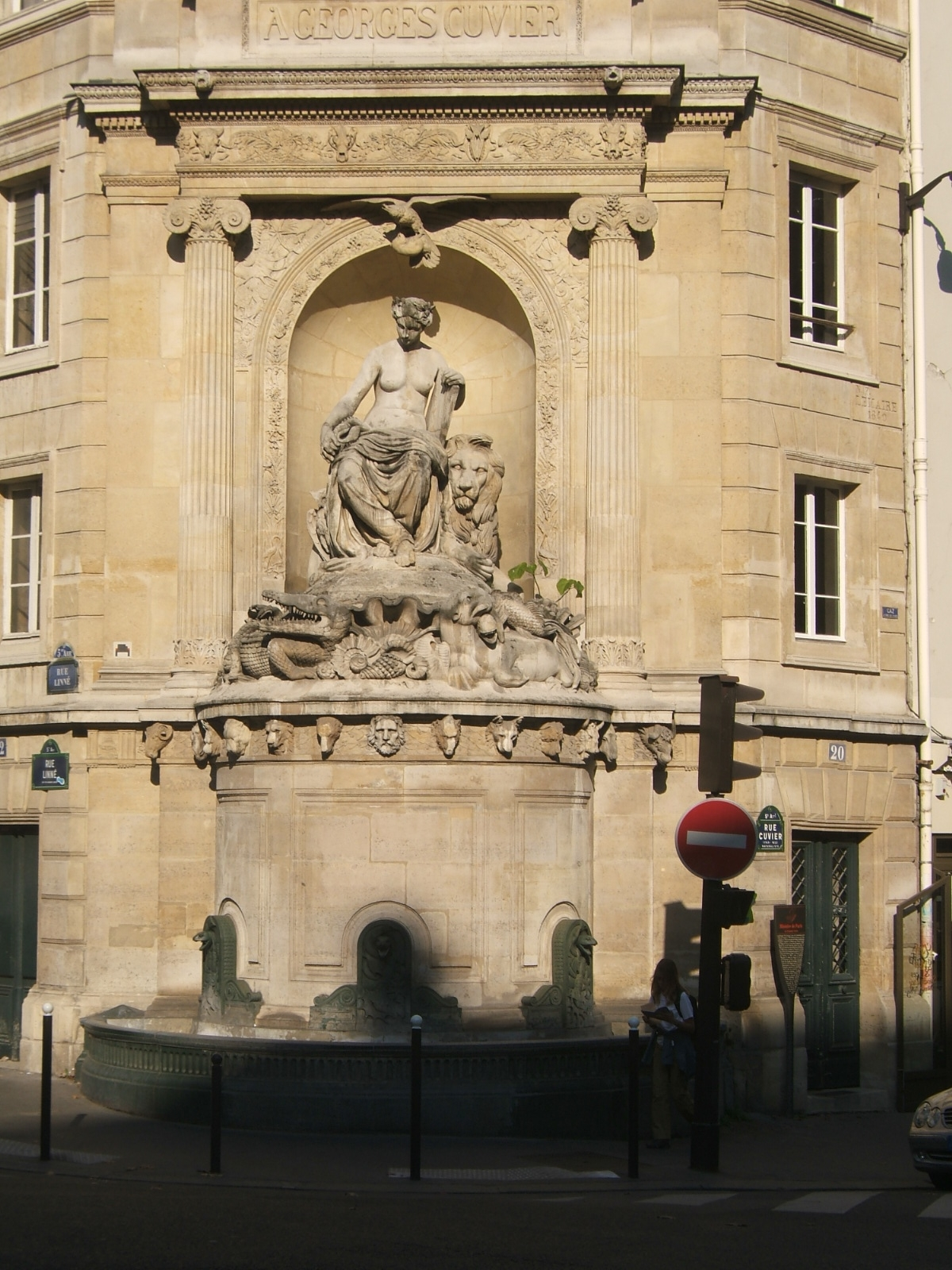
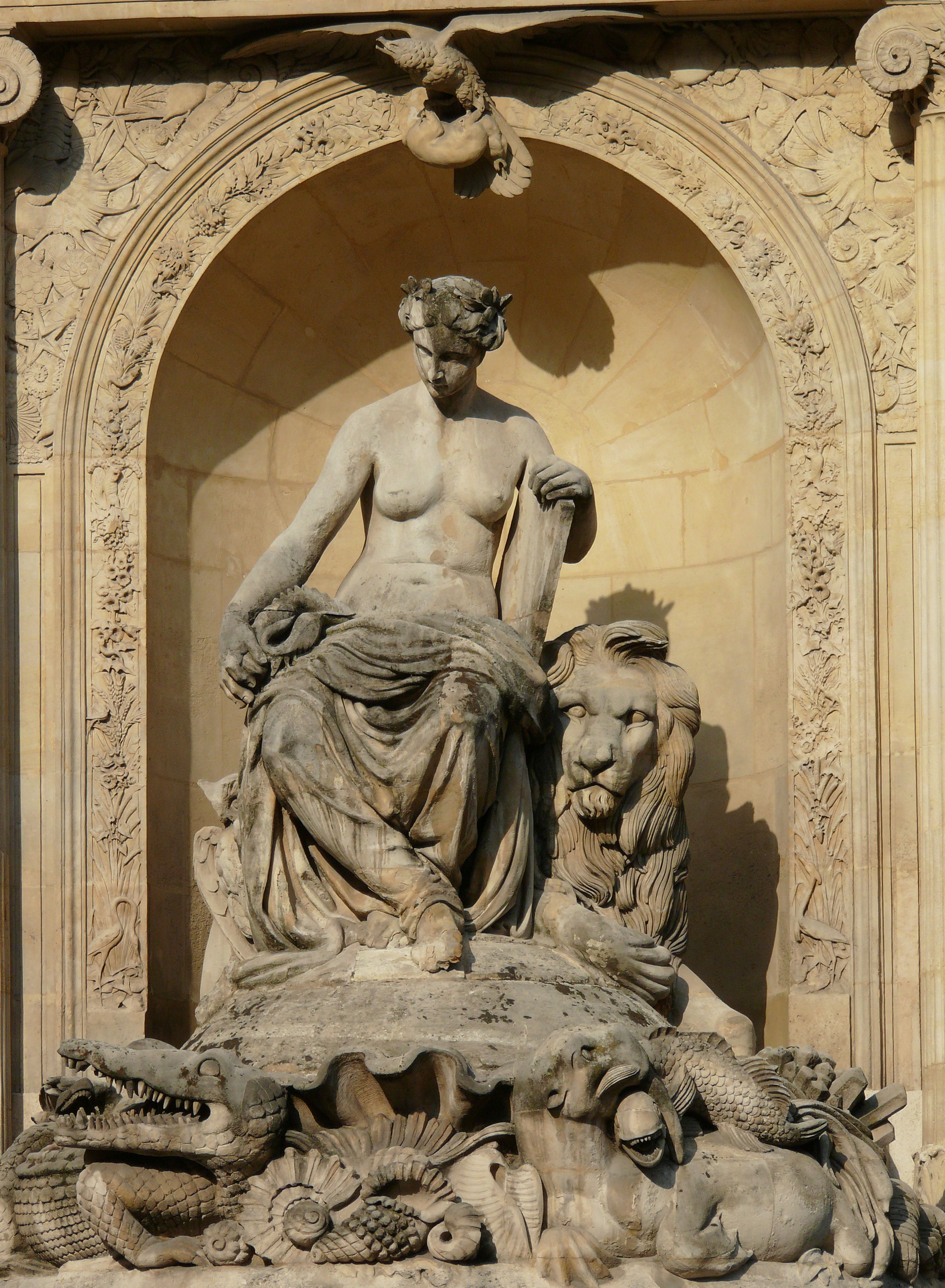
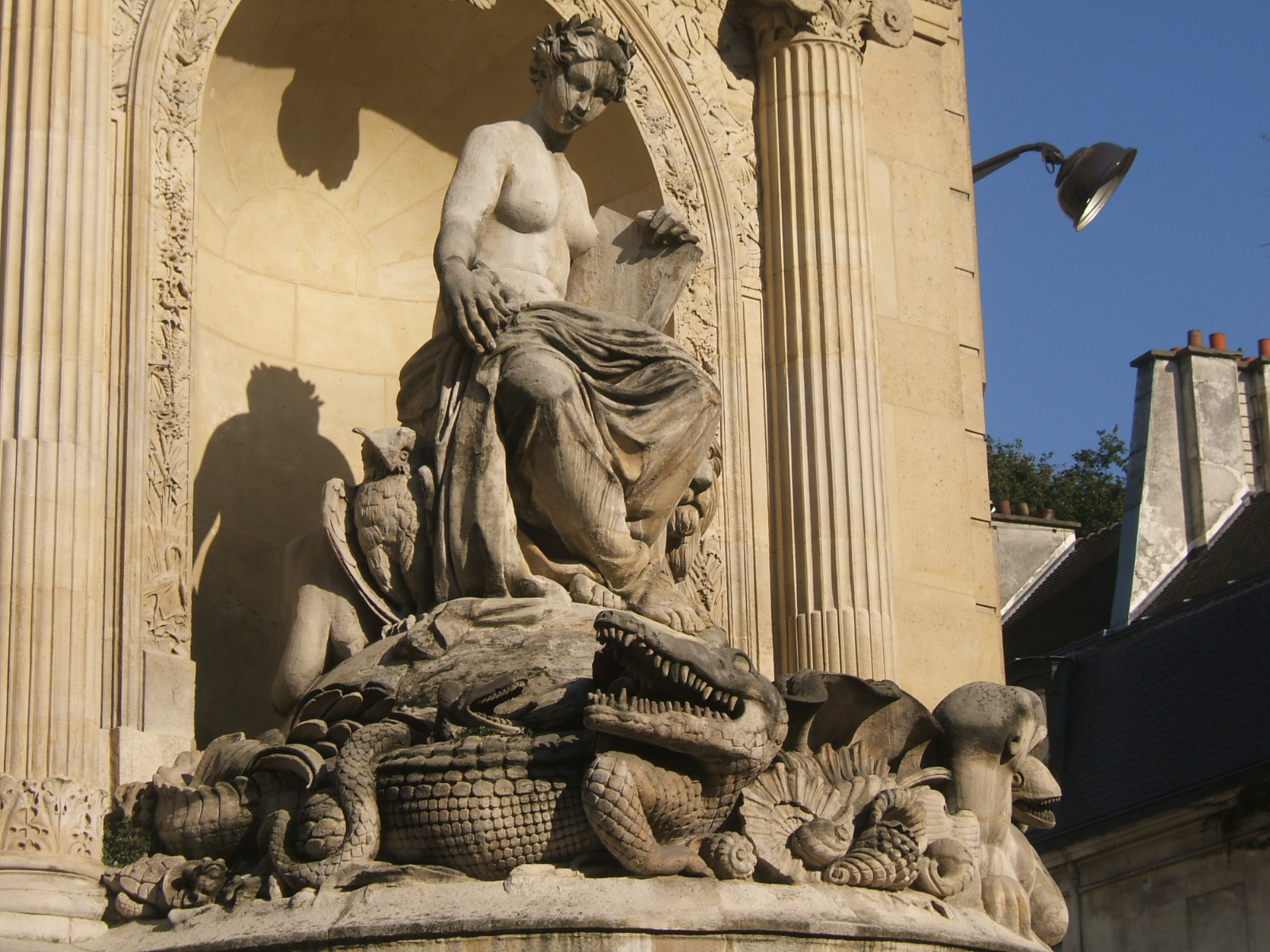
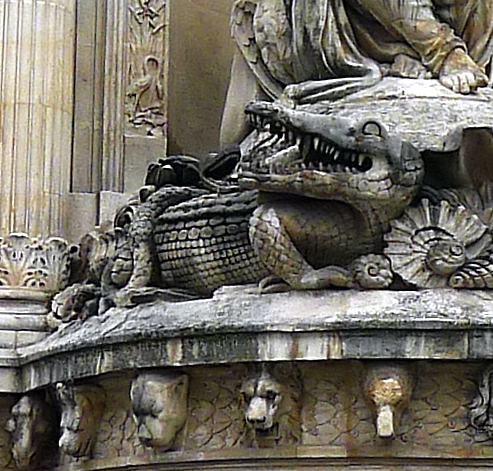
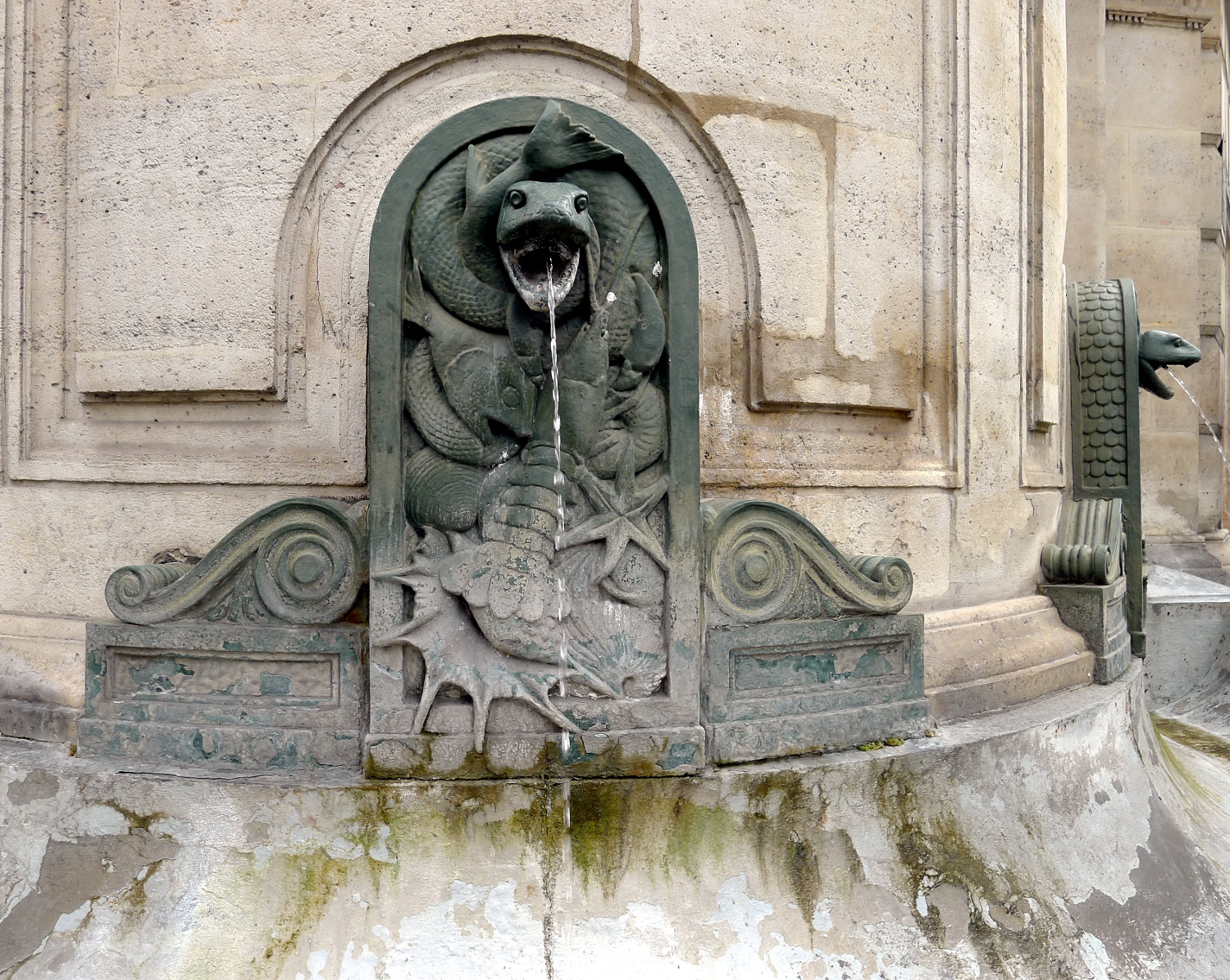
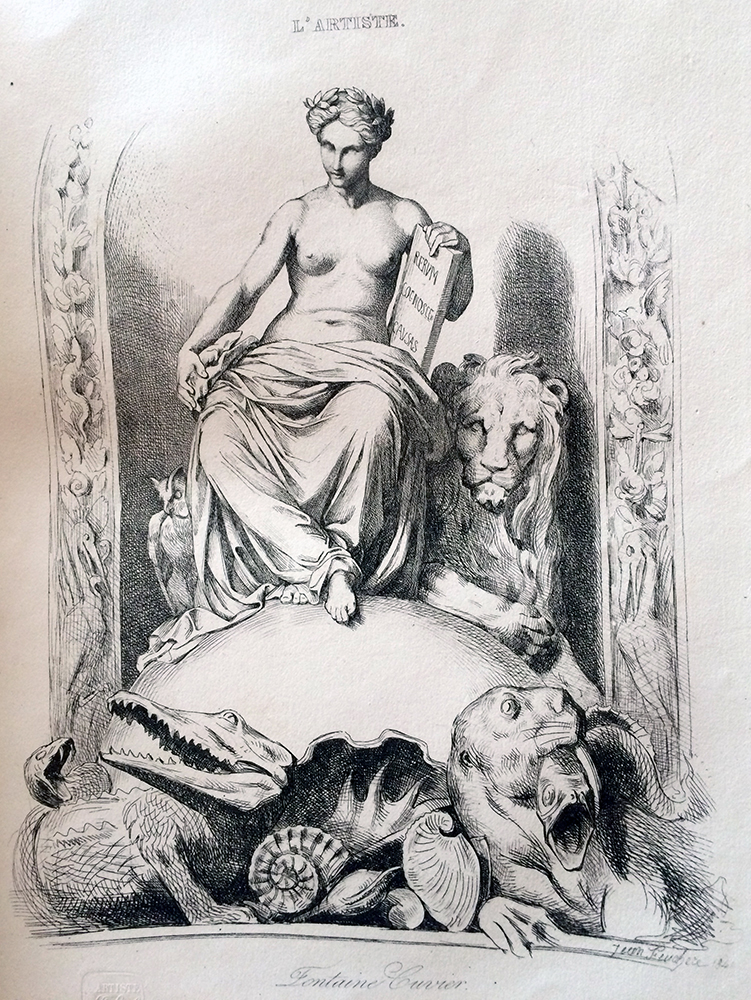